# Cuyancúa
La cuyancúa o Cuyancuat, es una leyenda salvadoreña narrada principalmente en el municipio de Izalco, en el departamento de Sonsonate. Según la tradición oral, es un ser mítico de gran tamaño y apariencia extraña, la mitad inferior de su cuerpo tiene forma de serpiente y la mitad superior tiene forma de cerdo. Este ser anuncia la llegada de la lluvia y según los testimonios, no solo aparece una cuyancúa sino a veces lo hacen en grupo.
Según el libro Mitos y leyendas de los Pipiles de Izalco, de L. Shultze Jena, es también un ser mitológico que tiene cierto dominio sobre las aguas de los ríos y la lluvia.

### Leyenda
Cuenta la leyenda, que al caer la noche, al norte de Izalco, se escuchaba una especie de graznido o chillido tenebroso, seguido de fuertes turbulencias bajo la tierra, este fenómeno se le atribuía a la Cuyancúa, lo que despertaba el pánico entre los lugareños, haciendo que se encerraran en sus hogares a tempranas horas. Este sonido se escuchaba principalmente en los alrededores de los ríos y quebradas, donde la Cuyancúa se arrastraba buscando alimento.
Personas que trasnochaban aseguran haberla visto de frente, comentan que el impacto de ver a la Cuyancúa puede provocar desmayos y la pérdida del habla por algún tiempo. Se dice que al ver o escuchar a la Cuyancúa lo mejor es adoptar una actitud pacífica, cerrar los ojos y encomendarse a Dios.
Para quien se anime a buscarla, se dice que la Cuyancúa aún se esconde en los alrededores del balneario Atecozol. Se arrastra por las orillas de los riachuelos, se enrolla en los árboles y desaparece de la vista humana por algún tiempo. Poco después se le oye por Nahuilingo, se desliza por los ríos y va a asustar a las lavanderas del Río Grande. Vuelve y se escucha en Caluco o San Ramón.
Por otra parte, la leyenda narra también, que donde la Cuyancúa escarba para echarse se forman nacimientos donde brota un agua limpia y fresca, razón por la cual en esos municipios existen tan hermosas vertientes.
En el Centro Turístico Atecozol, en Sonsonate, se puede encontrar una imagen en piedra de este ser mítico.